# August Heitmüller

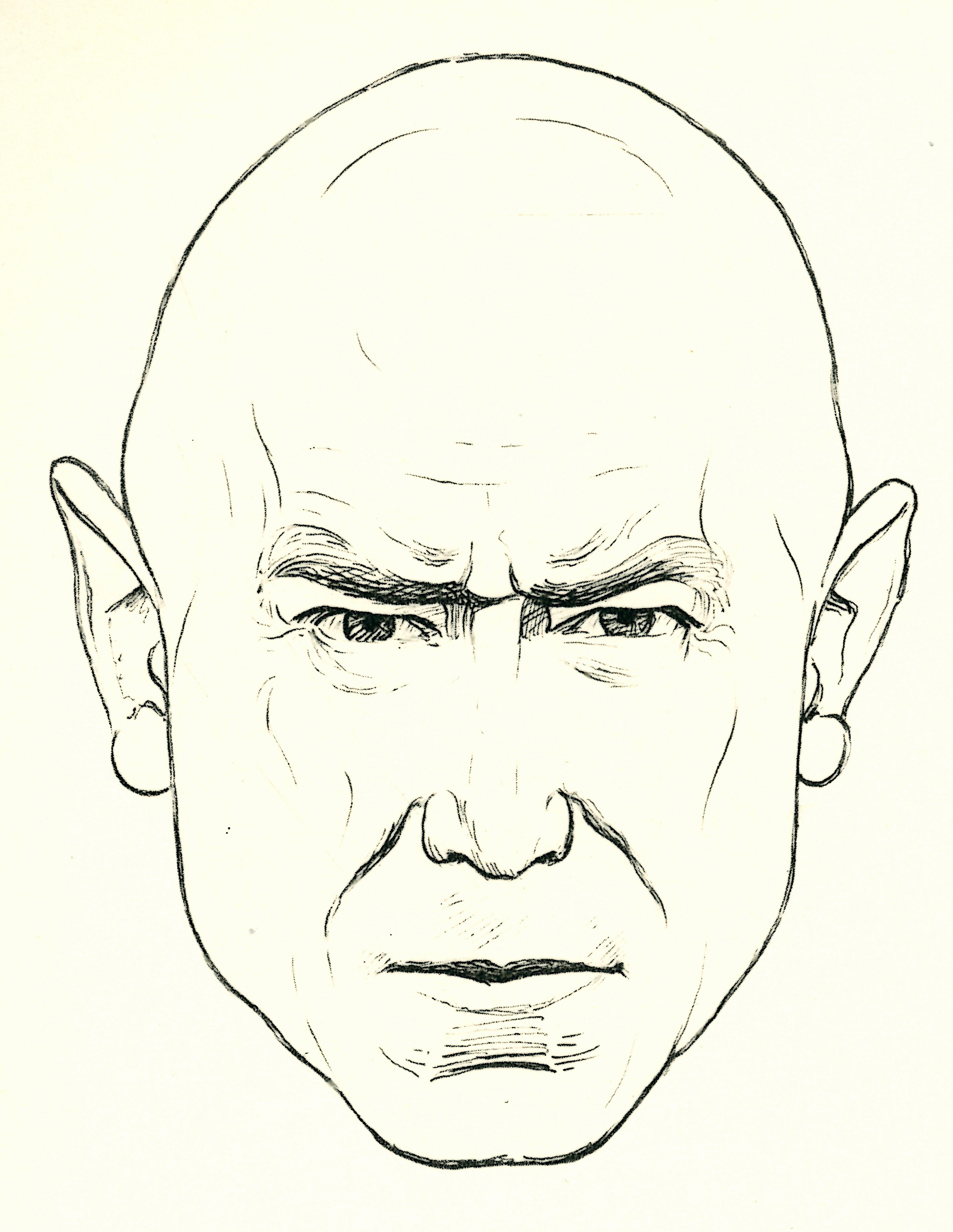
Selbstporträt, um 1928

August Heitmüller (* 15. Juni 1873 in Gümmer bei Hannover; † 4. Mai 1935 bei Meran) war ein deutscher Maler und Graphiker und Mitbegründer der „Hannoverschen Sezession“. Der kulturpolitisch einflussreiche Maler blieb in Hannover insbesondere durch sein Porträts von Persönlichkeiten aus Politik und Kultur bekannt.

## Leben

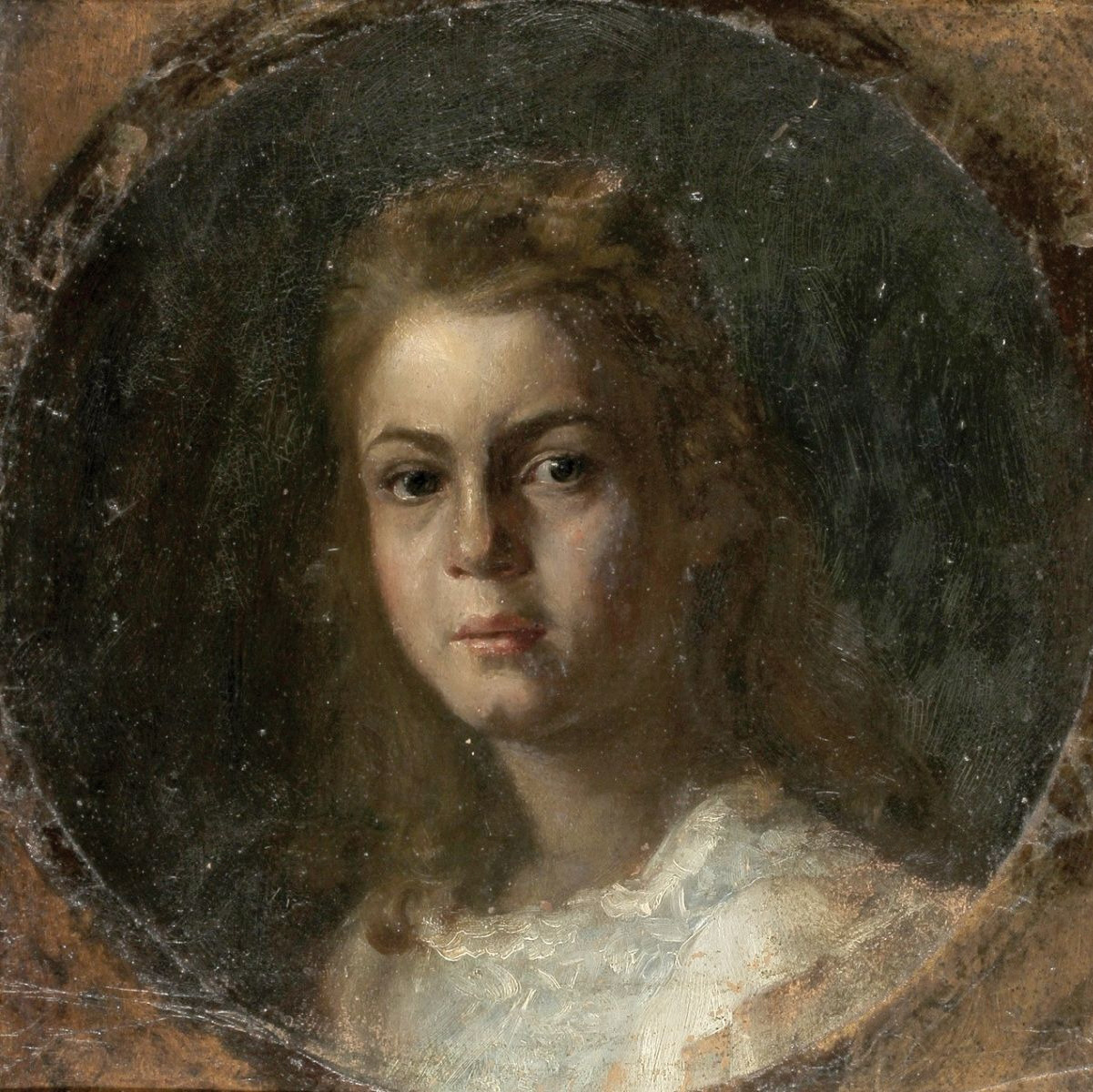
Porträt eines Mädchens, Öl auf Karton, vor 1911

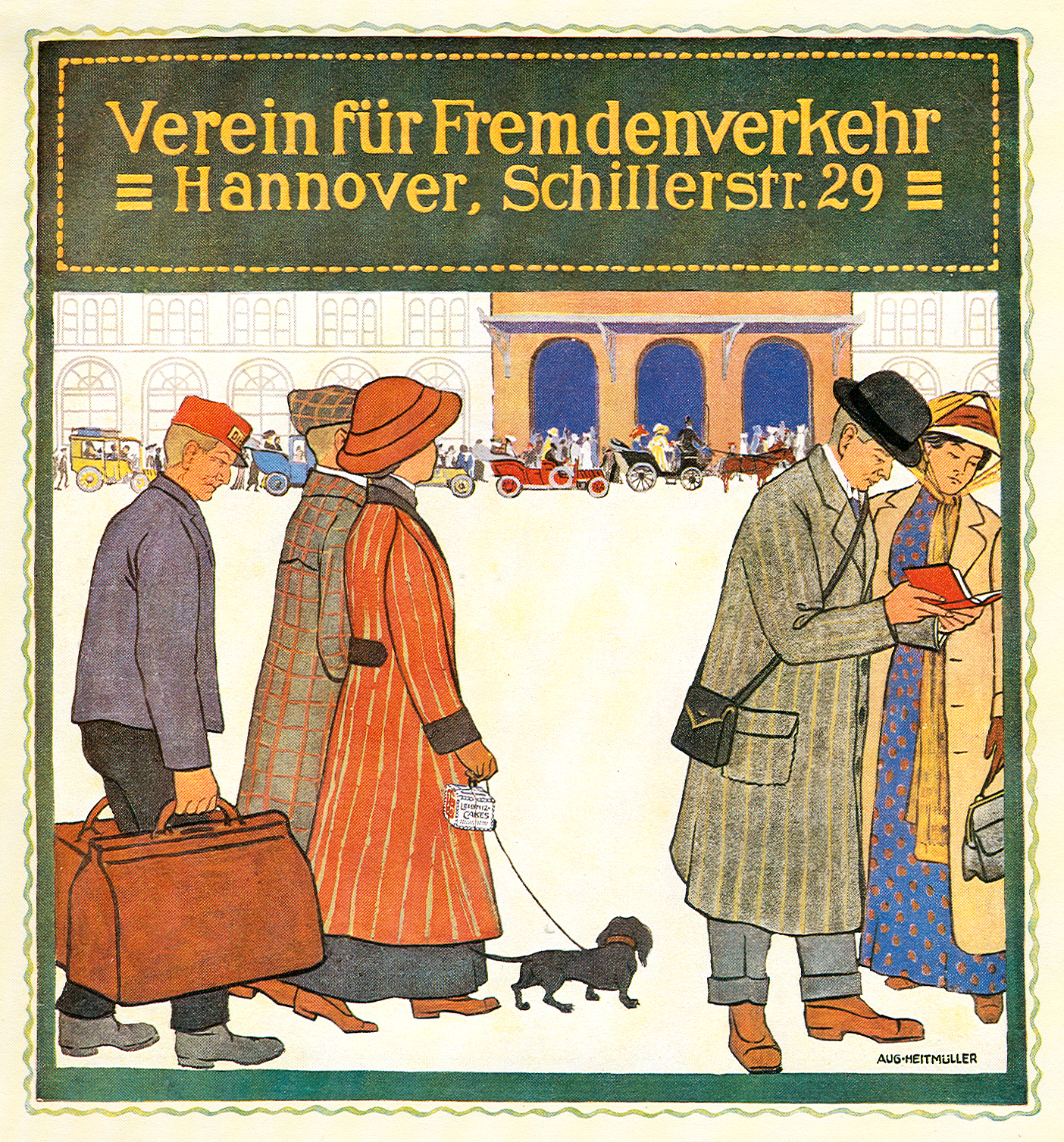
Anzeige für den Verein für Fremdenverkehr mit zurückhaltender Werbung für Leibniz-Cakes, um 1910

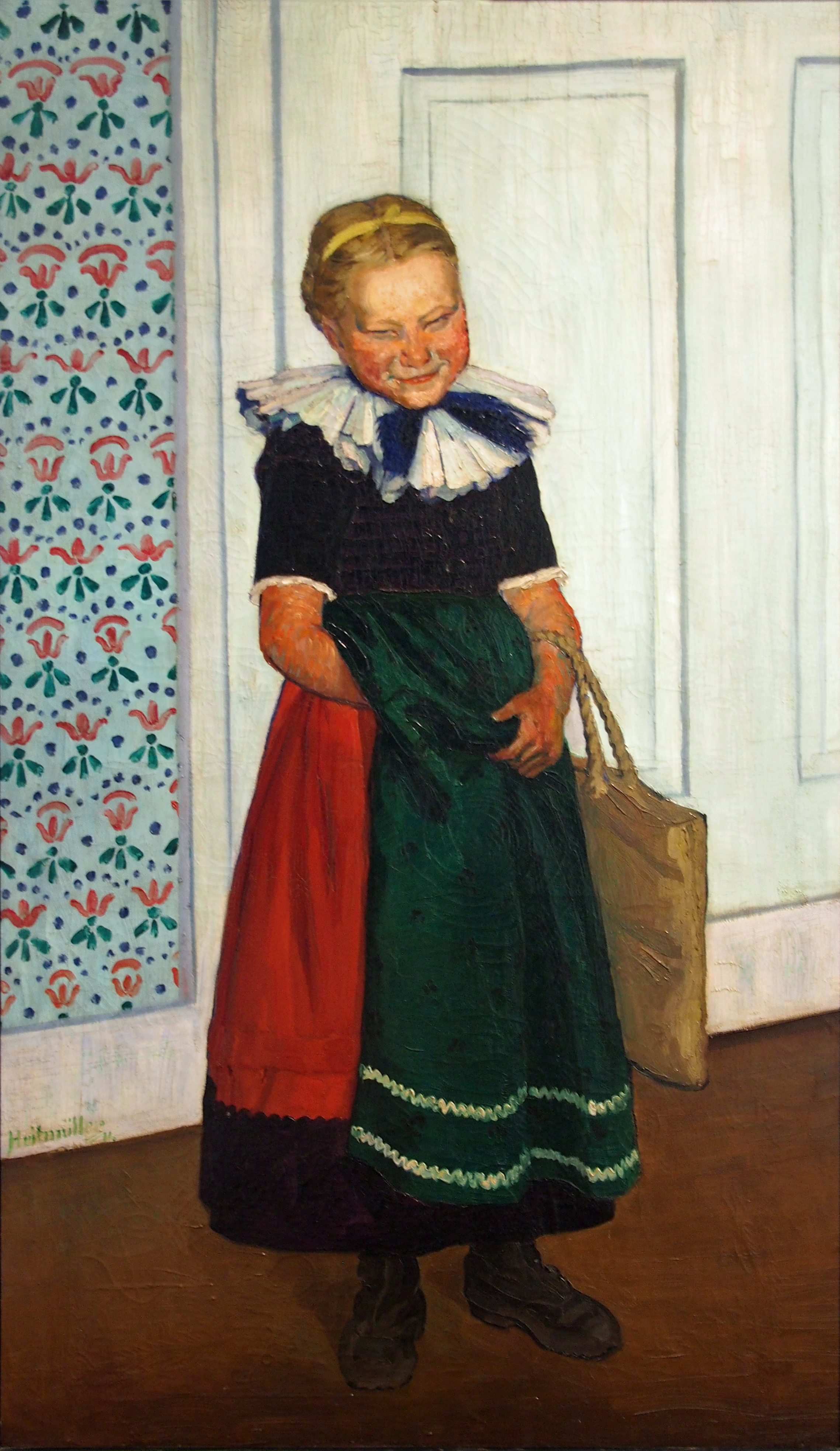
Schulmädchen in Nenndorf (1911)

Heitmüller wurde als Sohn eines Bauern geboren und war zunächst als Anstreicher tätig. Er studierte an der Kunstgewerbeschule in Hannover, ab 1895 an der Akademie der Künste in München bei Franz von Stuck und Otto Seitz sowie in Berlin bei Lovis Corinth. Von hannoverschen Mäzenen unterstützt, konnte er Studienreisen nach Frankreich, Belgien, Holland, England und Spanien unternehmen. In der Frühzeit seines Schaffens konnte man ihn zu den Impressionisten zählen.
Vor dem Ersten Weltkrieg arbeitete Heitmüller in einem Atelier in Gümmer, dann in Bad Nenndorf. Ab 1908 lebte August Heitmüller in Hannover. 1917 war er Mitbegründer der Hannoverschen Sezession, gemeinsam mit Kurt Schwitters und anderen. Nach dem Ersten Weltkrieg entwickelte er sich zum Expressionisten. Heitmüller war insbesondere mit Ernst Thoms befreundet sowie mit Christof Spengemann, der ihn als „[…] Revolutionär unter den hannoverschen Malern“ beschrieb. In seinem von der neuen Sachlichkeit beeinflussten Schaffen konzentrierte er sich auf die Porträtmalerei. Anfang der 1920er-Jahre erkrankte er schwer und war zunehmend auf Pflege angewiesen.
1921 zeigte die Kestnergesellschaft eine Ausstellung mit Werken Heitmüllers sowie Arbeiten seiner Ehefrau Leni Zimmermann-Heitmüller. In einer späteren Ausstellung in der Kestnergesellschaft wurden 1933 zugleich Werke von August Waterbeck gezeigt. August Heitmüller war Mitglied im Deutschen Künstlerbund. Zum 1. Dezember 1932 trat Heitmüller der NSDAP bei (Mitgliedsnummer 1.407.304). Nachdem er Porträts von Adolf Hitler angefertigt hatte, wurde er in der sozialdemokratisch geprägten Zeitung Volkswille als „[…] Hofmaler des Dritten Reiches“ bezeichnet. August Heitmüller starb 1935 in der Nähe von Meran.

## Werke (Auswahl)
Gemälde
- Freundespaar. 1925
- Portrait eines Mannes am Klavier
- Portrait Herr Jochem
- Bildnis der Frau Dr. Br.

Bücher
- Hannoversche Köpfe aus Verwaltung, Wirtschaft, Kunst und Literatur. 2 Bände. Verlag H. Osterwald, Hannover 1928. (August Heitmüller zeichnete die Köpfe. Wilhelm Metzig entwarf die Gesamtausstattung des Werkes.)